# Konserwacja
Konserwacja – zabiegi mające na celu utrzymanie czegoś w dobrym stanie.
Według ustawy z dnia 21 grudnia 2000 r. o dozorze technicznym konserwacja to zespół czynności wykonywanych w celu utrzymania stanu zdatności użytkowej urządzenia technicznego, prowadzonych zgodnie z instrukcją eksploatacji, niebędących naprawą urządzenia.
W budownictwie poprzez pojęcie bieżącej konserwacji należy rozumieć wykonanie w obiekcie budowlanym robót nie polegających na odtworzeniu stanu pierwotnego, ale mających na celu utrzymanie obiektu budowlanego w dobrym stanie technicznym, w celu jego zabezpieczenia przed szybkim zużyciem się lub zniszczeniem. Bieżącą konserwacją są prace budowlane wykonywane na bieżąco w węższym zakresie niż roboty budowlane określone jako remont.